# 日光大橋
22°46′25″N 121°07′26″E / 22.773637°N 121.123926°E
日光大橋為一座臺灣臺東縣臺東市境內橫跨太平溪的橋樑，由臺東縣政府所管理，為一座連接台東車站與台東豐年機場的重要聯絡橋樑

## 建造資訊
日光大橋工程總經費約1億9380萬元，由中華民國內政部營建署委託臺東縣政府及臺東市公所設計與建造，全長514公尺，寬度30公尺，其中橋樑長330公尺，橋寬30公尺，包含有預力箱型樑160公尺，單拱鋼梁跨度170公尺，並且採用鋼骨拱型設計，鋼橋採用防蝕耐候鋼板，可減少日後養護維修費用。

## 資料來源
1. ↑  . 2004-12-22  [2004-12-22]. （原始内容存档于2004-10-13）.
2. 1 2  . 2003-11  [2003-11]. （原始内容存档于2016-03-04）.